# Coll de Sous
El Coll de Sous és una collada situada a 1.004,8 m alt del límit dels termes comunals de Prats de Molló i la Presta i del Tec, a la comarca del Vallespir (Catalunya del Nord).
És en el sector central-occidental del terme del Tec, al sud-est del Coll de Creu, al sud-oest de Benat, del Tec, i a llevant del Mas Joanic, de Prats de Molló.
Hi passen camins i pistes rurals.